# Мендзиздроє
Мендзиздроє (пол. Międzyzdroje, нім. Misdroy) — місто в північно-західній Польщі, на острові Волін над Балтійським морем.
На 31 березня 2014 року, у місті було 5 485 жителів.

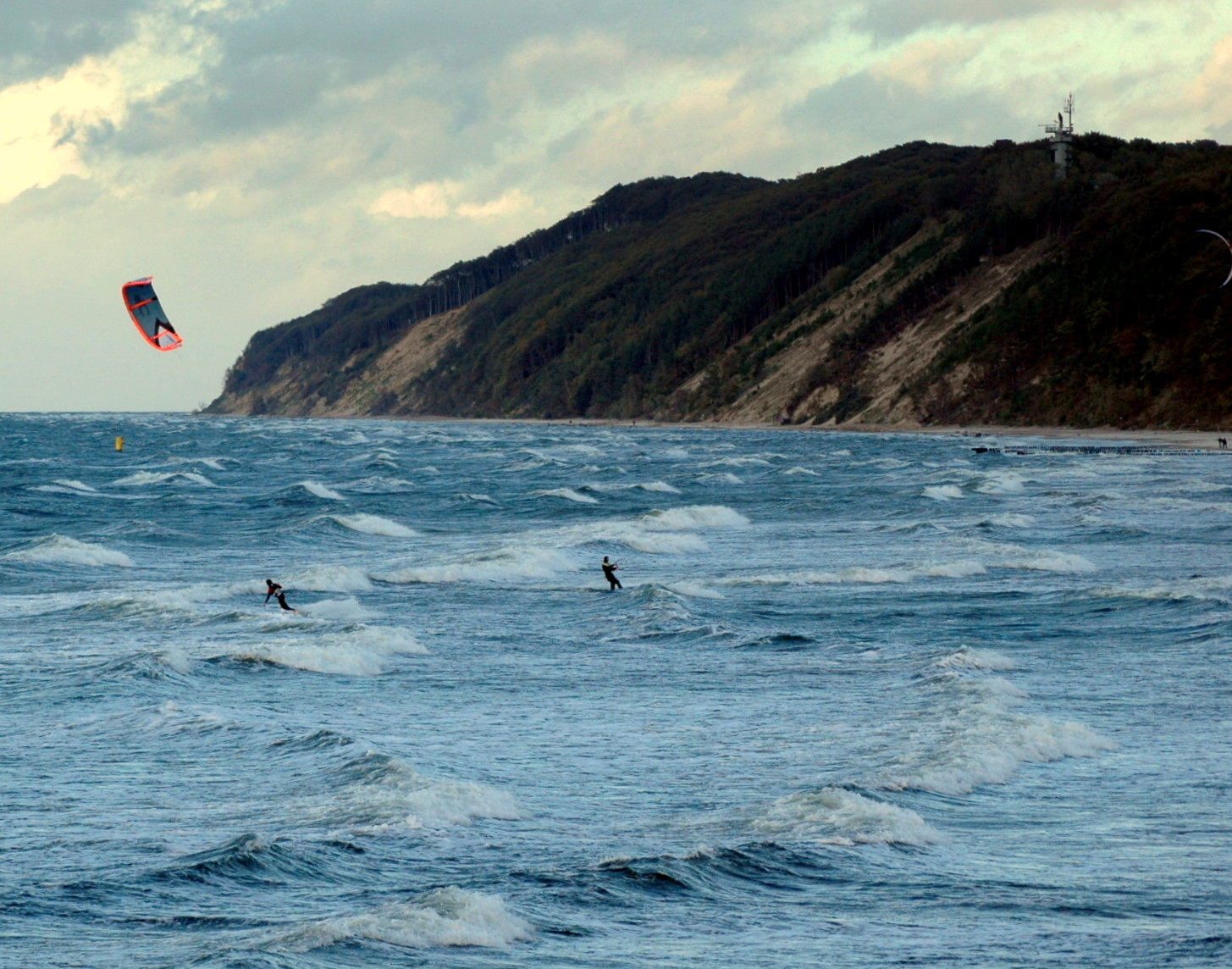
Międzyzdroje

Популярний курорт.

## Демографія
Демографічна структура станом на 31 березня 2011 року:
|          | Загалом | Допрацездатний вік | Працездатний вік | Постпрацездатний вік |
| -------- | ------- | ------------------ | ---------------- | -------------------- |
| Чоловіки | 2650    | 439                | 1925             | 286                  |
| Жінки    | 2975    | 422                | 1836             | 717                  |
| Разом    | 5625    | 861                | 3761             | 1003                 |